# 半圓畸節蜱
半圓畸節蜱（学名：Abacarus semicirculus）为節蜱科畸節蜱屬下的一个种。